# ハビエル・ベセラ
ハビエル・ベセラ（英 : Xavier Becerra、1958年1月26日 - ）は、アメリカ合衆国の政治家、弁護士。
アメリカ合衆国保健福祉長官（第13代）、カリフォルニア州司法長官（第33代）、アメリカ合衆国下院議員、カリフォルニア州議会議員などを歴任。

## 来歴
カリフォルニア州サクラメント郡サクラメント出身。母はメキシコから移民してきたヒスパニックで、労働者階級の家庭の第3子として生まれ、サクラメントのランドパーク地区で育った。その後、C.K.マクラッチー高校を卒業し、スタンフォード大学に進学。大学では経済学を専攻し、BAを取得。取得後、ロー・スクールに進み、JDを取得。また、スタンフォードで後に妻となるカロリーナ・レイエスと出会い、カロリーナがハーバード大学医学大学院に通っている間はベセラもマサチューセッツ州に移住した。その後、サクラメントに帰郷し、アート・トレース上院議員の助手を務め、1986年からはロサンゼルスの地方事務所で勤務した。1987年にはカリフォルニア州司法長官事務所副司法長官に就任し、1990年まで務めた。
1990年、チャールズ・カルデロン州下院議員が州上院議員に鞍替えしたことにより、その後任候補としてベセラに声がかかり、カリフォルニア州第59区から出馬し、当選。1992年まで務め、在任中、ギャング組織の構成員に対して厳罰化する法律などの制定に尽力した。1992年11月、連邦下院議員選挙に出馬し、当選。翌1993年から下院議員を務め、科学・宇宙・技術委員会、教育労働委員会、司法委員会、歳入委員会に所属。2017年まで下院議員を務め、バラク・オバマ政権時には医療保険制度改革法案（通称・オバマケア）の成立に尽力した。
2017年1月24日、下院議員を辞職。同年、カマラ・ハリスの後任のカリフォルニア州司法長官に就任。
2020年12月7日、ジョー・バイデンから保健福祉長官に指名され、翌2021年3月18日、アメリカ合衆国上院でベセラの人事が承認された。